# فرانتس مرینگ

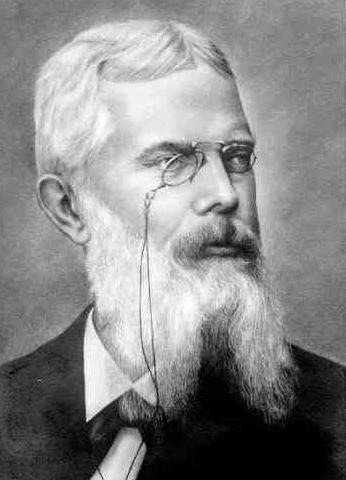
فرانتس مرینگ

فرانتس اردمان مرینگ (زاده ۱۸۴۶- درگذشته ۱۹۱۹) مبارز انقلابی، منتقد ادبی، نویسنده و تاریخ‌نویس آلمانی و از رهبران سوسیال دموکرات‌های آلمان بود.
او بعدها به اتحادیهٔ اسپارتاکیست پیوست و از کسانی بود که به تشکیل حزب کمونیست آلمان یاری رساند.